# Raffaele Cecco
Raffaele Cecco (né à Tottenham le 20 mai 1967) est un game designer et programmeur anglais. En 1984, son premier jeu, Cop-Out, est publié sur ZX81 par la société Mikro-Gen. Il codéveloppe ensuite un grand nombre de jeux pour les micro-ordinateurs 8 bits et 16 bits comme Exolon, Cybernoid, Stormlord, qui seront publiés par Hewson Consultants ou encore sur First Samurai, Second Samurai et Street Racer pour le studio Vivid Image.